# Найхоробріша жінка світу
Найхоробріша жінка світу, або Міжнародна премія «Найхоробріша жінка» (англ. International Women of Courage Award) — американська нагорода, яку Державний департамент США щороку вручає жінкам у всьому світі, які виявили лідерство, мужність, винахідливість і готовність жертвувати заради інших, особливо у просуванні прав жінок.

## Історія
Нагорода була заснована в 2007 році державним секретарем США Кондолізою Райс у Міжнародний жіночий день. З цього часу церемонія нагородження премією проходить щороку 8 березня. Кожне посольство США має право рекомендувати кандидатом одну жінку. Серед українок лауреатками ставали Руслана Лижичко, яка отримала нагороду в 2014 році, та Юлія Паєвська, яка стала володаркою нагороди у 2023 році.

## Реціпієнти за роками

### 2007
- Рут Гальперін-Каддарі (Ізраїль)[2]
- Дженні Вільямс (Зімбабве)[3]
- Сіті Мусда Мулія (Індонезія[3]
- Ільзе Яунальксне (Латвія)[3]
- Самія аль-Амуді (Саудівська Аравія)[3]
- Марія Ахмед Діді (Мальдіви)[3]
- Сусана Трімарко де Верон (Аргентина)[3]
- Азіза Сідіккі (Афганістан)[3]
- Сундус Аббас (Ірак)[3]
- Шата Абдул Раззак Аббусі (Ірак)[3]
- Марі Акрамі (Афганістан)[3]
- Грейс Падака (Філіппіни)

### 2008
- Сурая Пакзад (Афганістан)[4]
- Вірісіла Буадромо (Фіджі)[4]
- Іман аль-Гоборі (Ірак)[4]
- Вальдете Ідрізі (Косово)[4]
- Бегум Джан (Пакистан)[4]
- Нібал Тавабтех (Палестина)[4]
- Синтія Бендлін (Парагвай)[4]
- Фархійо Фарах Ібрагім (Сомалі)[4]

### 2009
- Мутабар Таджібаева (Узбекистан)[5][6]
- Амбіга Сріневасан (Малайзія)[6]
- Вазгма Фрогх (Афганістан)[6]
- Норма Крус (Гватемала)[6]
- Суаад Алламі (Ірак)[6]
- Гадізату Мані (Нігер)[6]
- Вероніка Марченко (Росія)[6]
- Рім Аль Нумері (Ємен)[6]

### 2010
- Шукрія Асіль (Афганістан)[7]
- Шафіка Курайші (Афганістан)[7]
- Андрула Енрікес (Кіпр)[7]

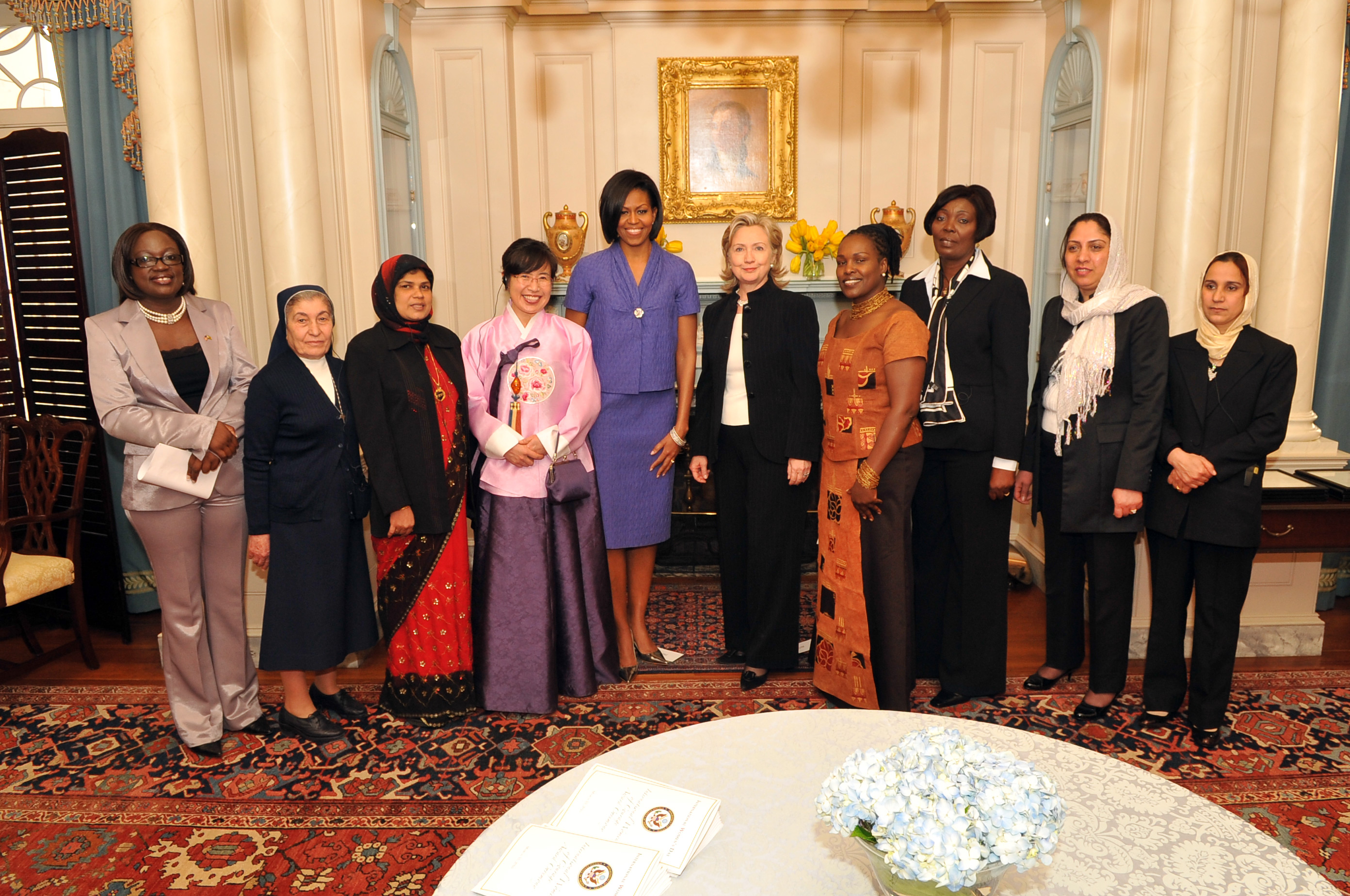
Нагороджені жінки 2010 року.

- Соня П'єр (Домініканська Республіка)[7]
- Шаді Садр (Іран)[7]
- Енн Ньогу (Кенія)[7]
- Лі Ае-ран (Південна Корея)[7]
- Янсіла Маджид (Шрі-Ланка)[7]
- Марі-Клод Наддаф (Сирія)[7]
- Джестіна Мукоко (Зімбабве)[7]

Нагороду отримала також Аліса Мабота, але її немає в офіційному списку.

### 2011
- Марія Башир (Афганістан)[10]
- Генрієтта Екве Ебонго (Камерун)[10]
- Го Цзяньмей (Китай)[10]
- Єва Абу Галавех (Йорданія)[10]

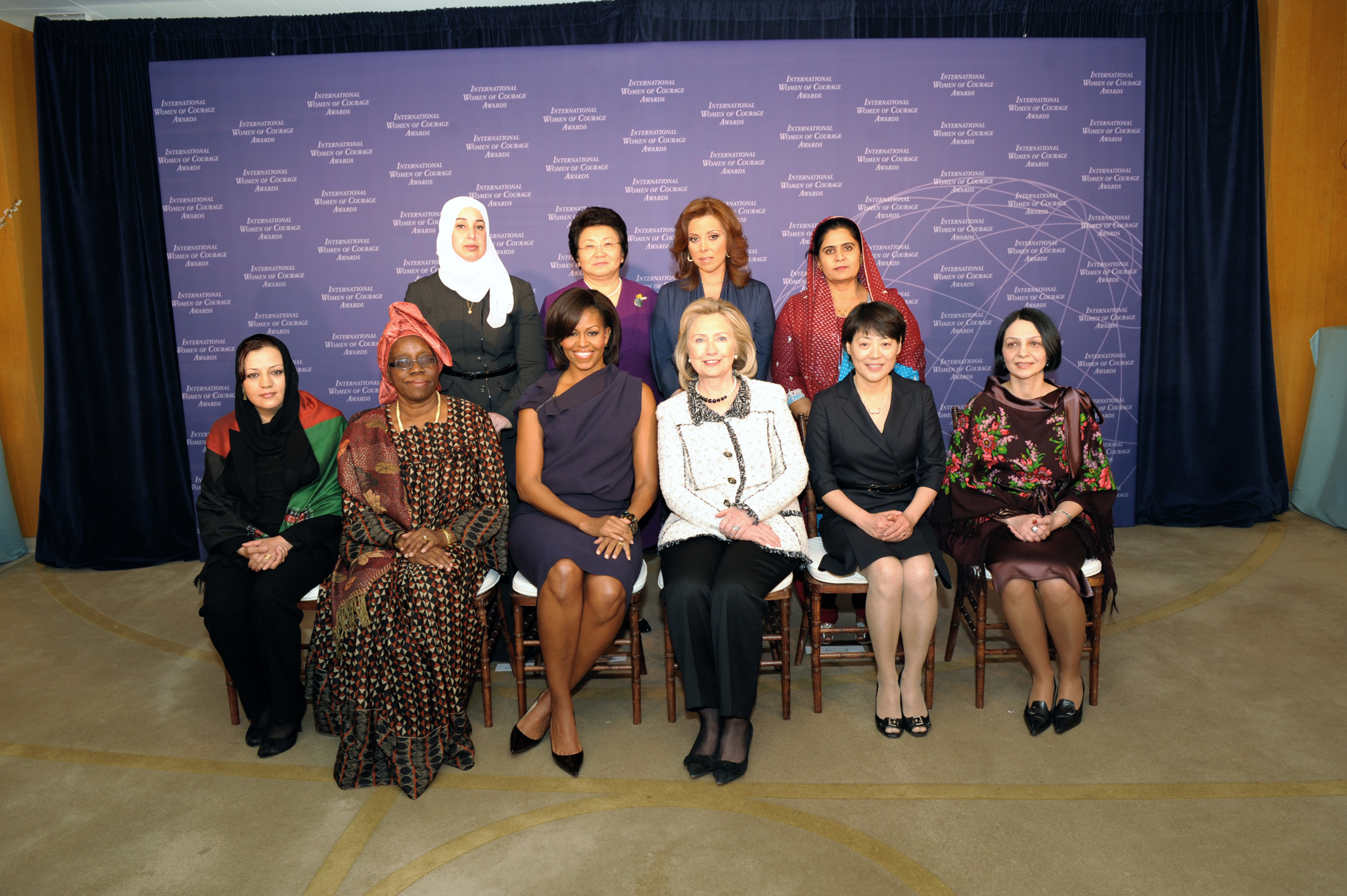
Нагороджені жінки 2011 року.

- Марісела Моралес Ібаньєс (Мексика)[10]
- Агнеш Остолікан (Угорщина)[10]
- Роза Отунбаєва (Киргизстан)[10]
- Гулам Сугра (Пакистан)[10]
- Йоані Санчес (Куба)[10]
- Наста Палажанка (Білорусь)[10]

### 2012
- Аніса Ахмед (Мальдіви)[11]
- Зін Мар Аунг (М'янма)[11]
- Самар Бадаві (Саудівська Аравія)[11]
- Шад Бегум (Пакистан)[11]
- Марьям Дурані (Афганістан)[11]

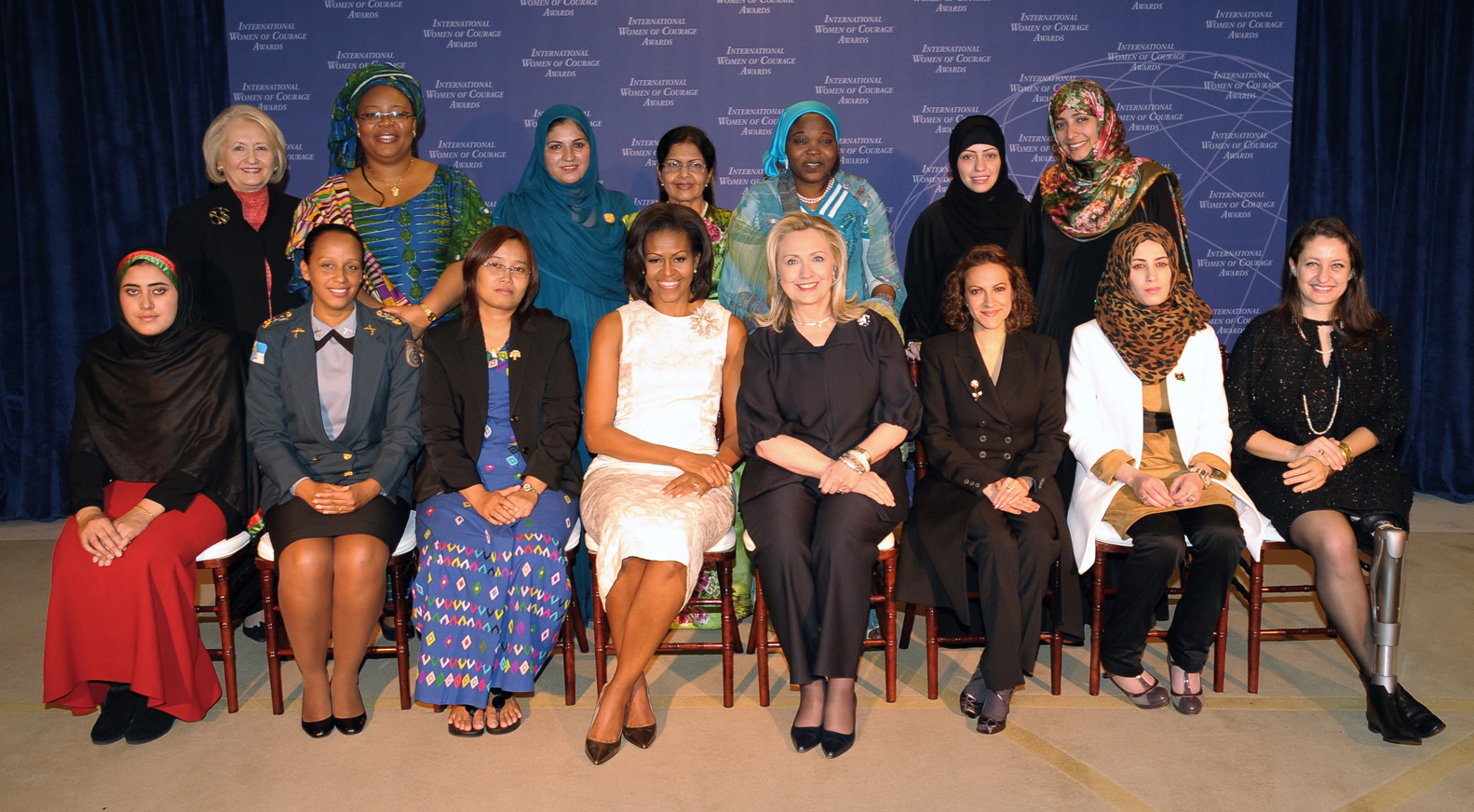
Нагороджені жінки 2012 року.

- Прісілла де Олівейра Азеведу (Бразилія)[11]
- Гана Ельгебші (Лівія)[11]
- Їнет Бедоя Ліма (Колумбія)[11]
- Шафак Павей (Туреччина)[11]
- Гава Абдалла Мохаммед Саліх (Судан)[11]
- Габі Калледжа (Мальта)[12]

### 2013
- Малалай Багадурі (Афганістан)[13][14]

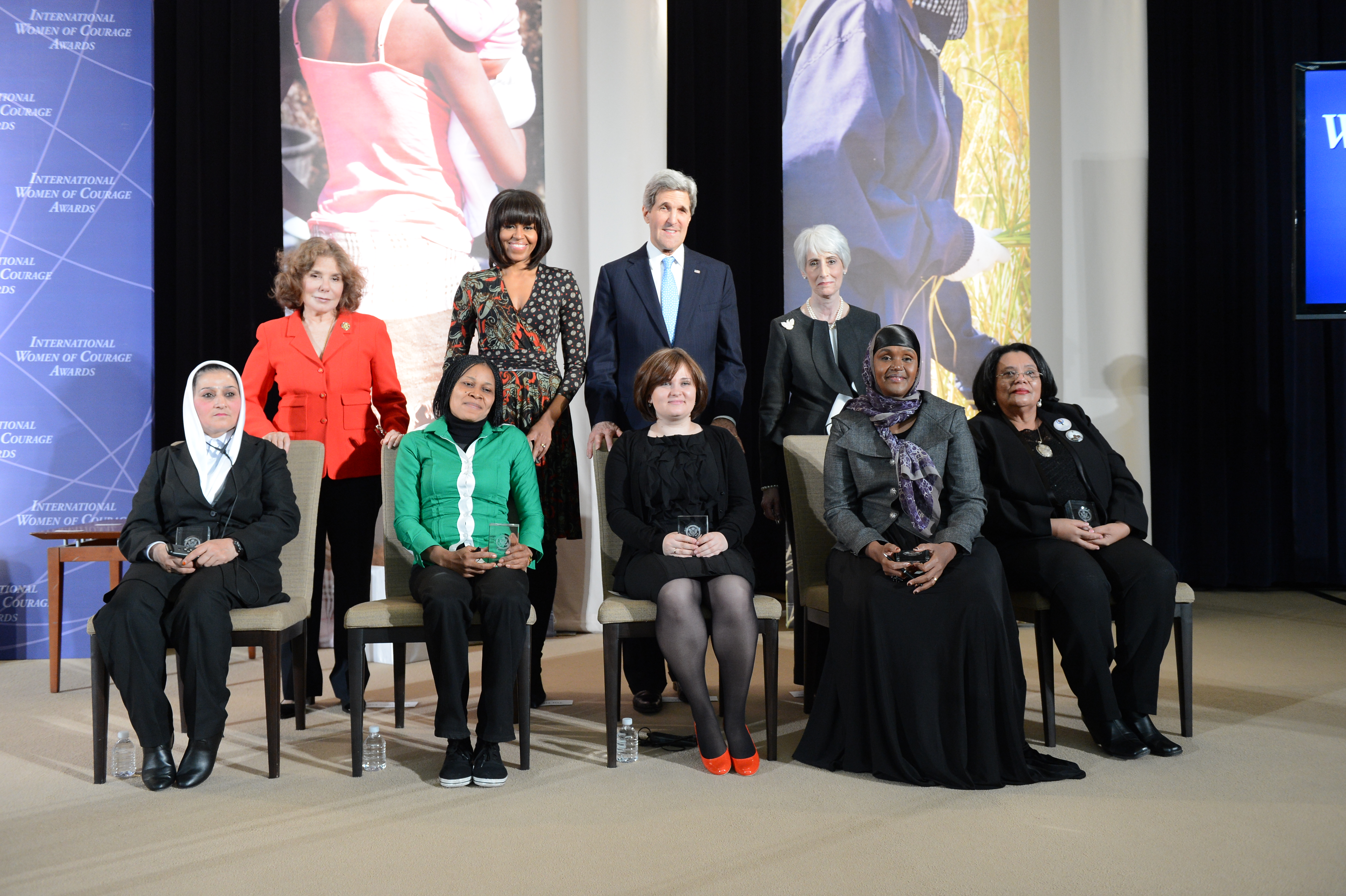
Нагороджені жінки 2013 року.

- Церінг Весер (Китайська Народна Республіка)[14]
- Джульєтта Кастелланос (Honduras)[14]
- Нірбгая (Індія)[14]
- Джозефіна Обіаджулу Одумакін (Нігерія)[14]
- Олена Мілашина (Росія)[14]
- Фартуун Адан (Сомалі)[14]
- Разан Зейтуне (Сирія)[14]
- Та Фонг Тан (В'єтнам)[14]

### 2014
- Насрін Ор'яхіль (Афганістан)[15]
- Рошика Део (Фіджі)[15]
- Русудан Гоцірідзе (Грузія)[15]

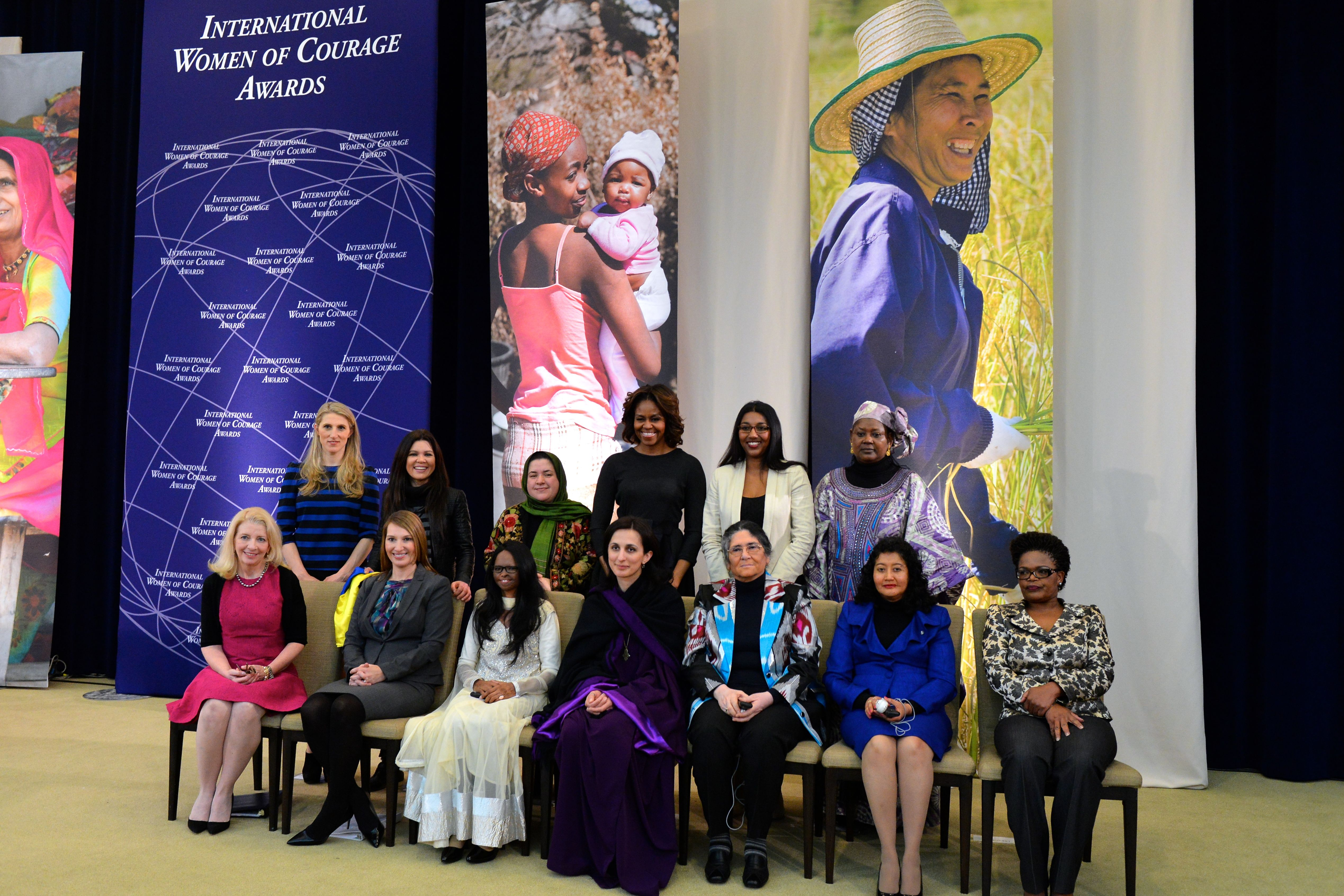
Нагороджені жінки 2014 року.

- Іріс Ясмін Барріос Агілар (Гватемала)[15]
- Лакшмі Агарвал (Індія)[15]
- Фатімата Туре (Малі)[15]
- Маха Аль Мунейф (Саудівська Аравія)[15]
- Ойніхол Бобоназарова (Таджикистан)[15]
- Руслана Лижичко (Україна)[15]
- Беатріс Мтетва (Зімбабве)[15]

### 2015
- Рахмані Нілуфар (Афганістан)[16]
- Надія Шармін (Бангладеш)[16]

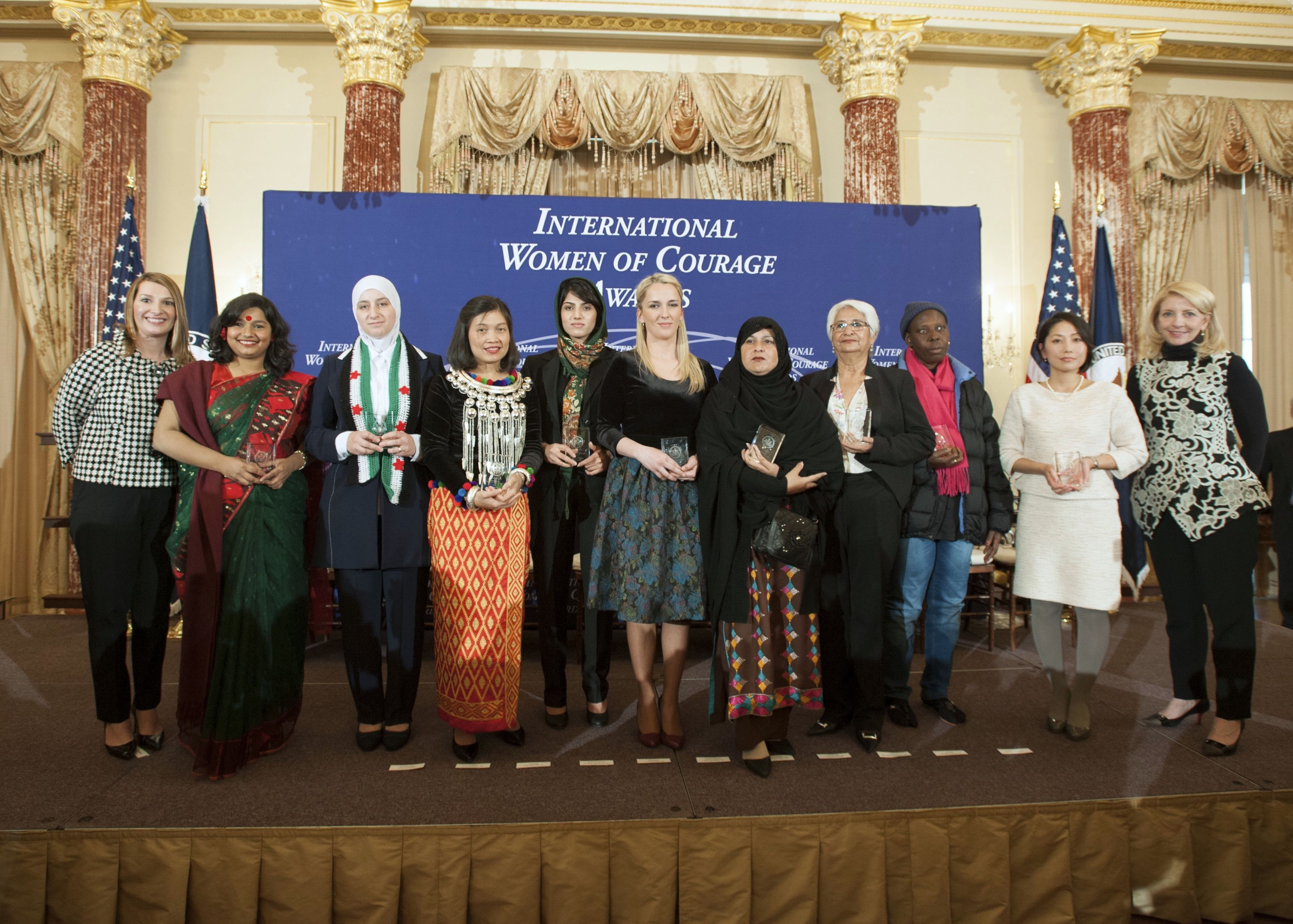
Нагороджені жінки 2015 року.

- Роза Жульєта Монтаньо Сальватієра (Болівія)[16]
- Май Сабай Пх'ю (М'янма)[16]
- Емілі Беатріс Епає (ЦАР)[16]
- Марі Клер Чекола (Гвінея)[16]
- Саяка Осакабе (Японія)[16]
- Арбана Джарра (Косово)[16]
- Табассум Аднан (Пакистан)[16]
- Маджд Іззат аль-Чурбаджі (Сирія)[16]

### 2016

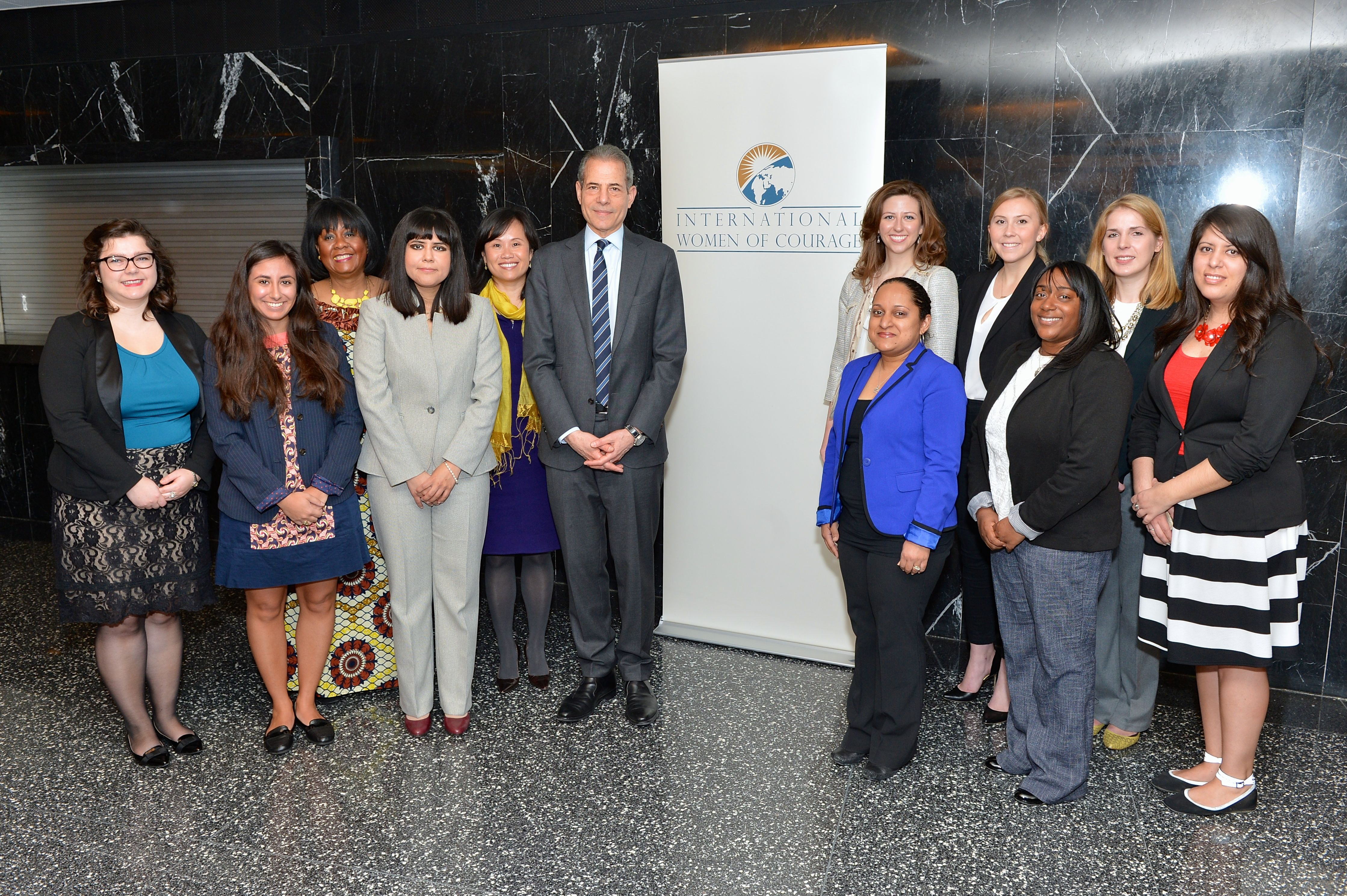
Нагороджені жінки 2016 року.

- Сара Госсейн (Бангладеш)[17]
- Дебра Баптіст-Естрада (Беліз)[18]
- Ні Юлань (Китай)[19]
- Латіфа Ібн Зіатен (Франція)[19]
- Тельма Алдана (Гватемала)[20]
- Нагам Навзат (Ірак)[19][21]
- Ніша Аюб (Малайзія)[22]
- Фатімата М'Бає (Мавританія)[23]
- Жанна Нємцова (Росія)[19]
- Зузана Штевулова (Словаччина)[24]
- Авадея Махмуд (Судан)[25]
- Вікі Нтетема (Танзанія)[23]
- Роджараег Ваттанапаніт (Таїланд)[26]
- Нігаль Алі Аль-Авлакі (Ємен)[27]

### 2017[28]
- Шармін Актер (Бангладеш)
- Малебого Молефе (Ботсвана)
- Наталія Понсе де Леон (Колумбія)

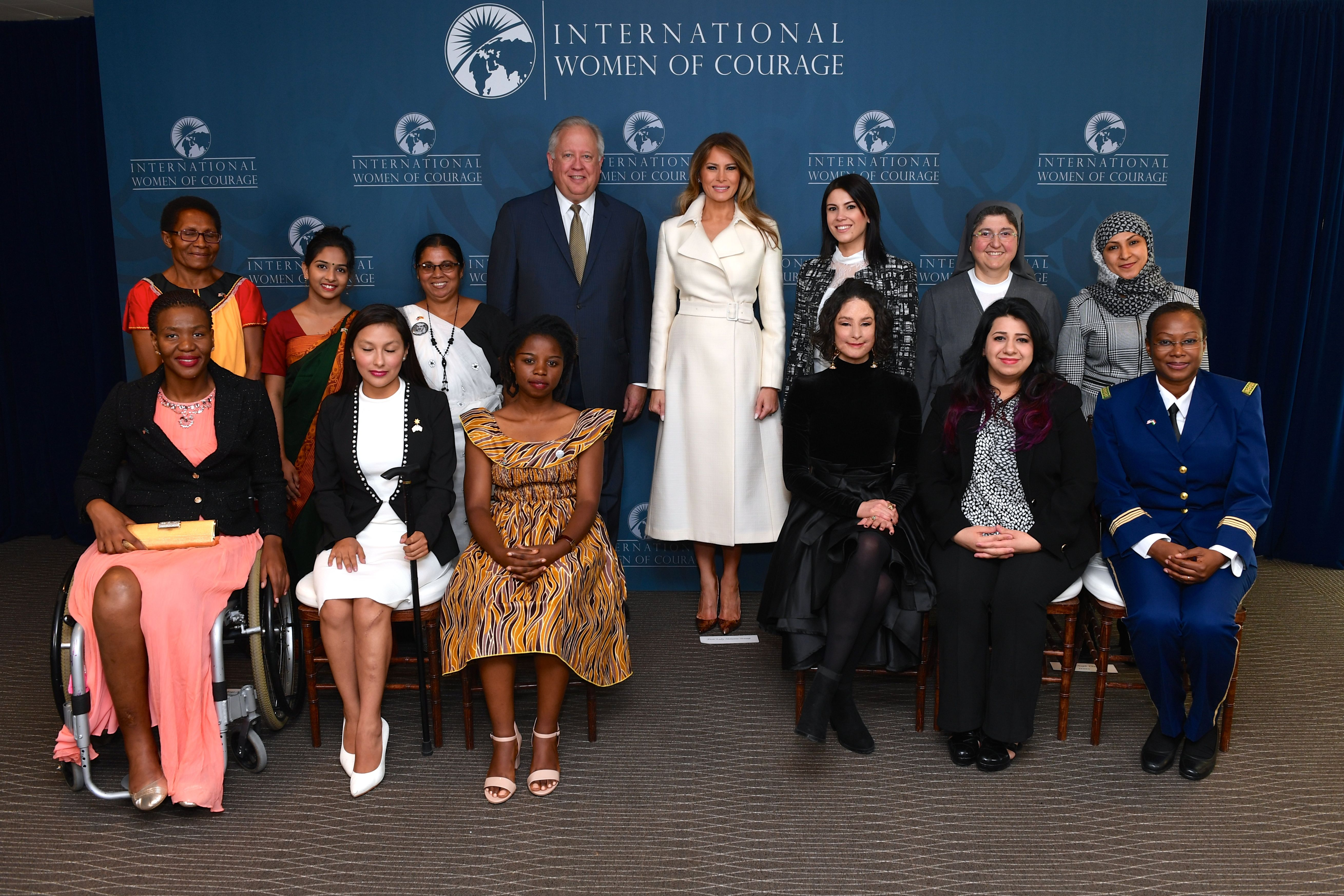
Нагороджені жінки 2017 року.

- Ребекка Кабуго (Демократична Республіка Конго)
- Джаннат Аль Гезі (Ірак)
- Айчату Усмане Іссака (Нігер)
- Вероніка Сімогун (Папуа Нова Гвінея)
- Арлетт Контрерас (Перу)
- Сандя Екнелигода (Шрі-Ланка)
- Каролін Тагган Фачах (Сирія)
- Саадет Озкан (Туреччина)
- Нгуен Нгок Ну Квін (Ме Нам) (В'єтнам)
- Фадія Наджеб Табет (Ємен)

### 2018

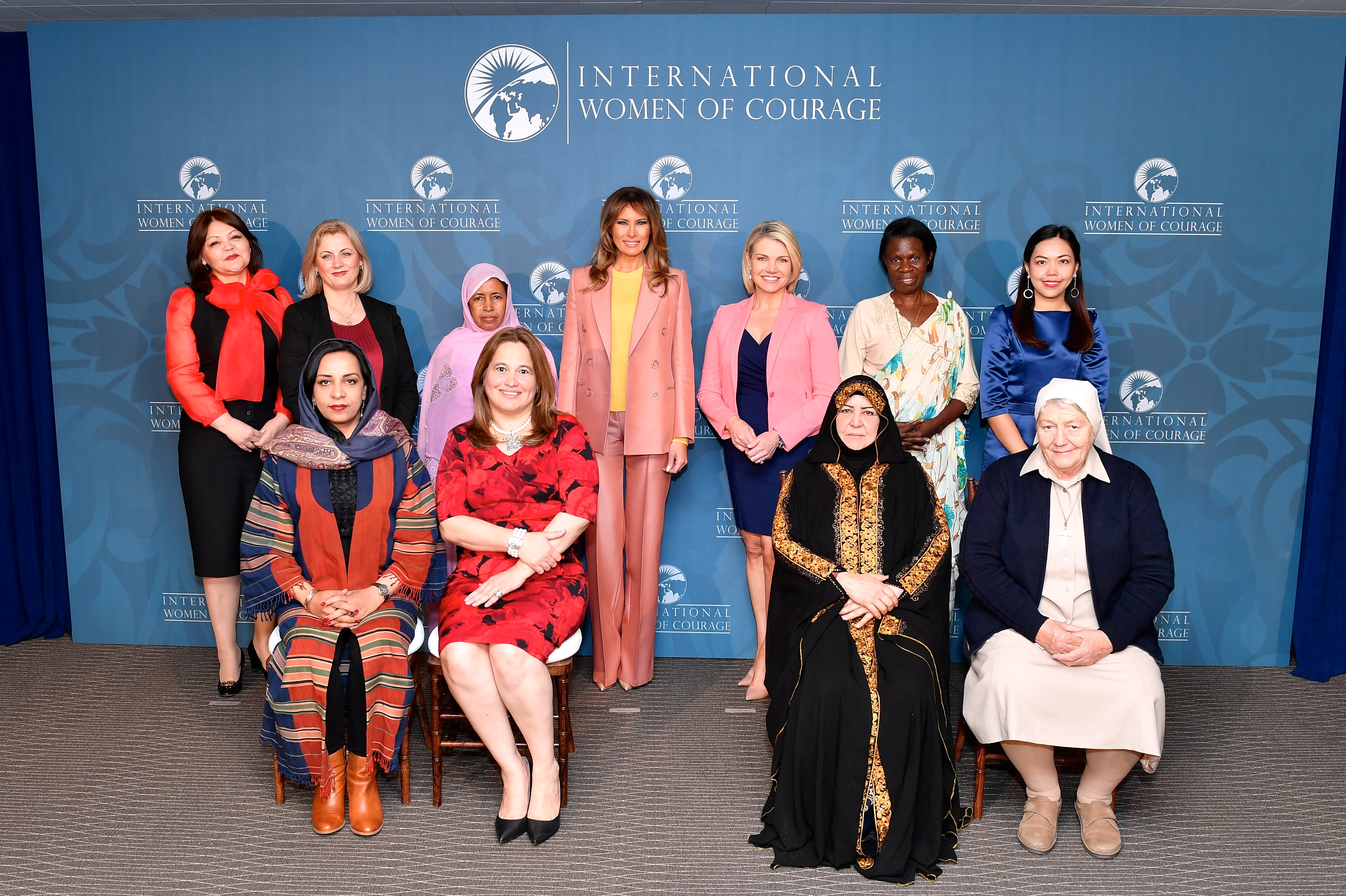
Нагороджені жінки 2018 року.

### 2018[29]
- Роя Садат (Афганістан)
- Аура Елена Фарфан (Гватемала)
- Хулісса Вільянуєва (Гондурас)
- Алія Халаф Салех (Ірак)
- Марія Елена Беріні (Італія)
- Айман Омарова (Казахстан)
- Феріде Рушіті (Косово)
- Л'Малума Саїд (Мавританія)
- Годелієве Мукасарасі (Руанда)
- Сірікан Чароенсірі (Таїланд)

### 2019[30]
- Маріні Де Лівера (Шрі-Ланка)[31][32]
- Разія Султана (Бангладеш)
- Нав Княв Пав (М'янма)
- Муміна Гусейн Дарар (Джибуті)
- Меггі Гобран (Єгипет)

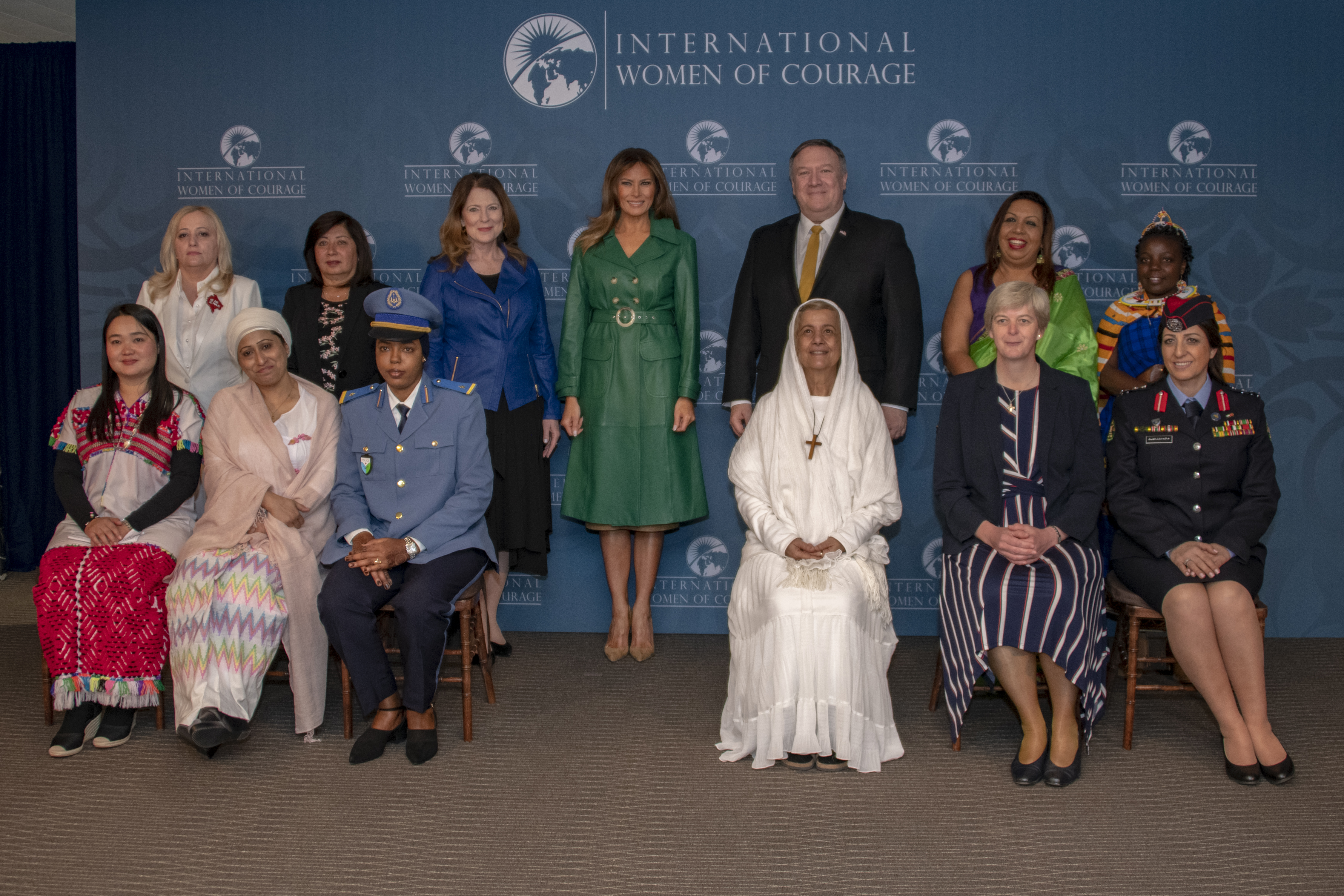
Нагороджені жінки 2019 року.

- Халіда Халаф Ганна аль-Тваль (Йорданія)
- Орла Трейсі (Ірландія)
- Олівера Лакич (Чорногорія)
- Флор де Марія Вега Сапата (Перу)
- Анна Алойс Генга (Танзанія)

Примітка: За даними журналу Foreign Policy, премію мала отримати Єссікка Аро (Фінляндія), ле заявка була відкликана незадовго до церемонії в березні 2019 року.

### 2020

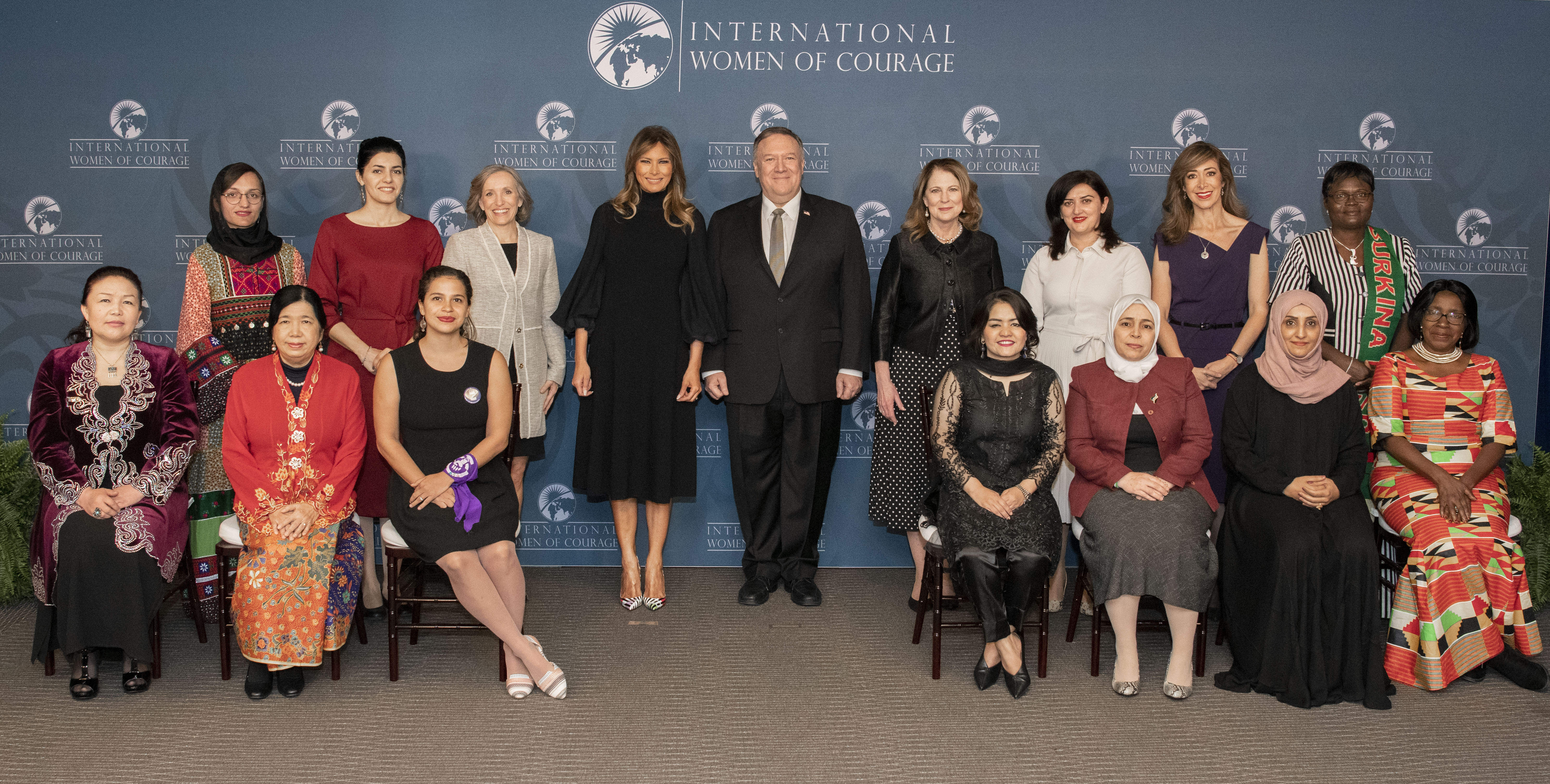
Нагороджені жінки 2020 року

### 2021

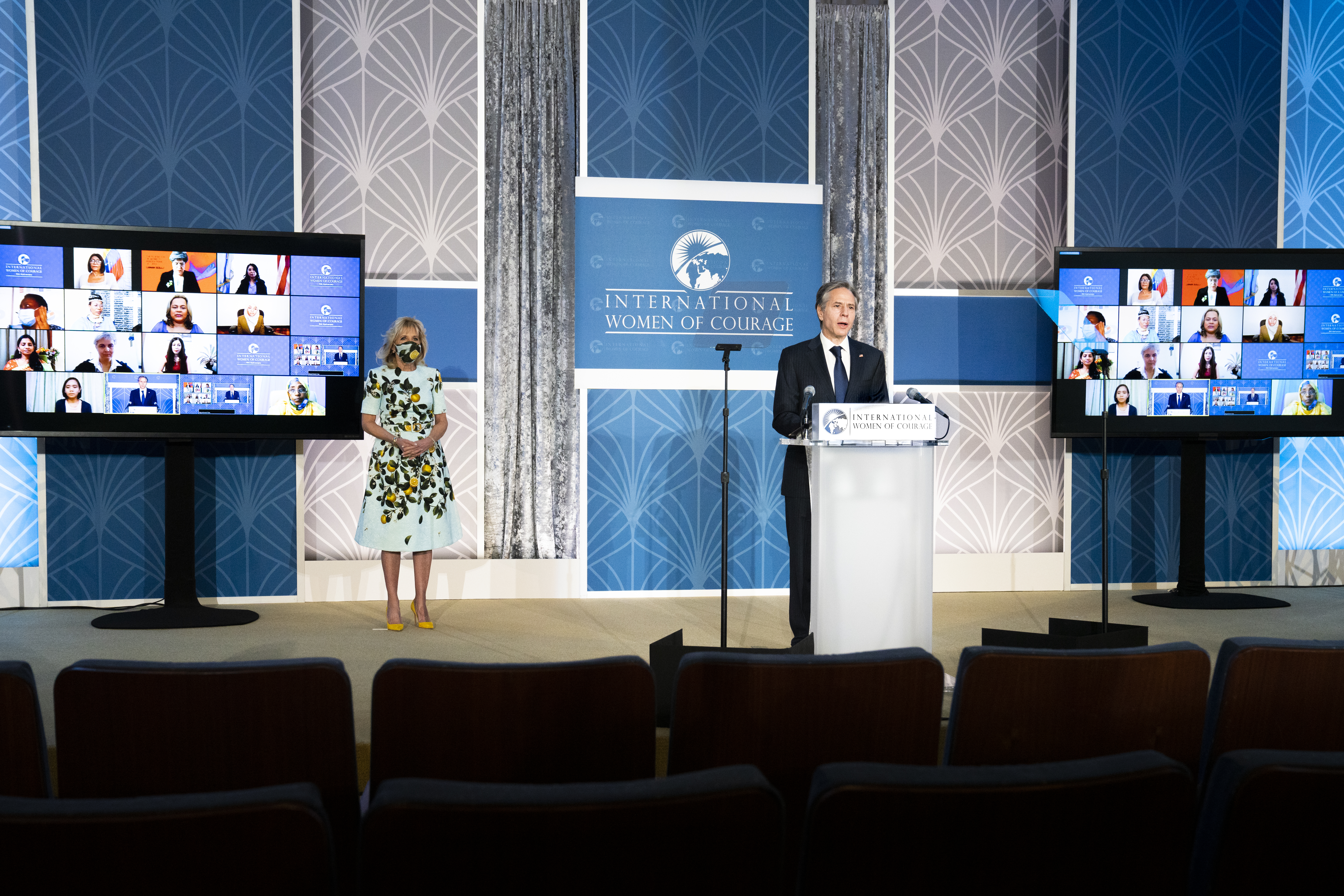
Віртуальна церемонія 2021.

### 2020[34]
- Заріфа Гафарі (Афганістан)
- Люсі Кочарян (Вірменія)
- Шахла Гумбатова (Азербайджан)
- Хімена Галарса (Болівія)
- Клер Уедраого (Буркіна-Фасо)
- Сайрагул Сауйтбай (Китай)
- Сюзанна Лієу (Малайзія)
- Амая Коппенс (Нікарагуа)
- Джаліла Гайдер (Пакистан)
- Аміна Хулані (Сирія)
- Ясмін аль-Кадхі (Ємен)
- Ріта Ньямпінга (Зімбабве)

### 2021[35]
- Марія Колесникова (Білорусь)
- Пх'є Пх'є Аун (М'янма)
- Максимільєн Нго Мбе (Камерун)
- Ван Ю (Китай)
- Маєрліс Ангаріта (Колумбія)
- Жульєн Лусенж (ДР Конго)
- Еріка Айфан (Гватемала)
- Шорех Баят (Іран)
- Мускан Хатун (Непал)
- Захра Мохамед Ахмад (Сомалі)
- Алісія Вакас Моро (Іспанія)
- Раніта Гнанараджа (Шрі-Ланка)
- Канан Гуллу (Туреччина)
- Ана Росаріо Контрерас (Венесуела)

### 2022[36]
- Різвана Хасан[en] (Бангладеш)

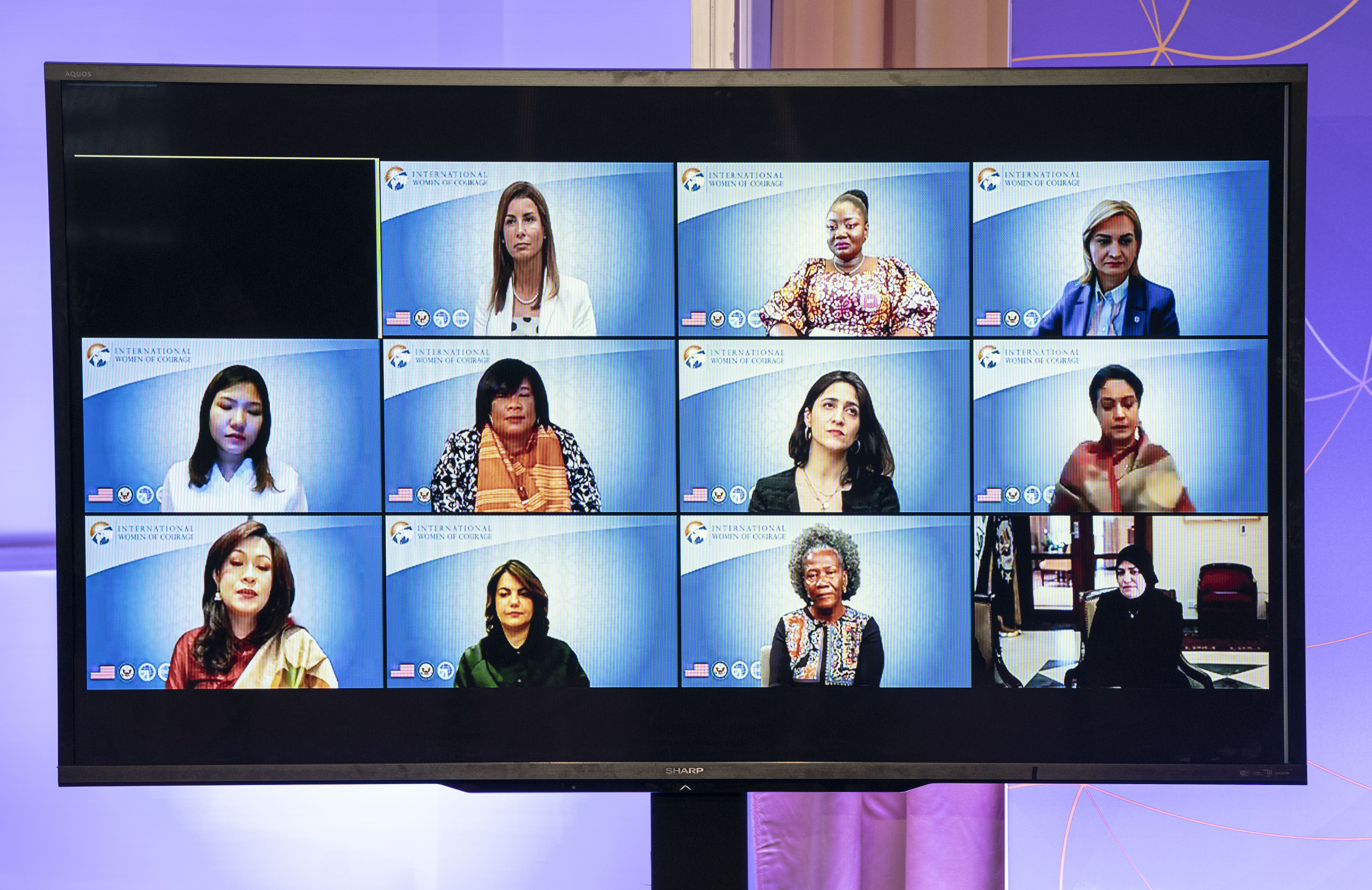
Нагороджені жінки 2022 року.

- Сімоне Сібіліо до Насіменту[en] (Бразилія)
- Ей Тінзар Маунг[en] (М'янма)
- Жозефіна Клінгер Суньїга (Колумбія)
- Таїф Самі Мохаммед[en] (Ірак)
- Фасіа Боєно Гарріс[en] (Ліберія)
- Наджла Мангуш (Лівія)
- Дойна Герман[en] (Молдова)
- Бхуміка Шрестха[en] (Непал)
- Кармен Георге[en] (Румунія)
- Рогчанда Паско (Південна Африка)
- Фам Доан Транг[en] (В'єтнам)

### 2023[37]

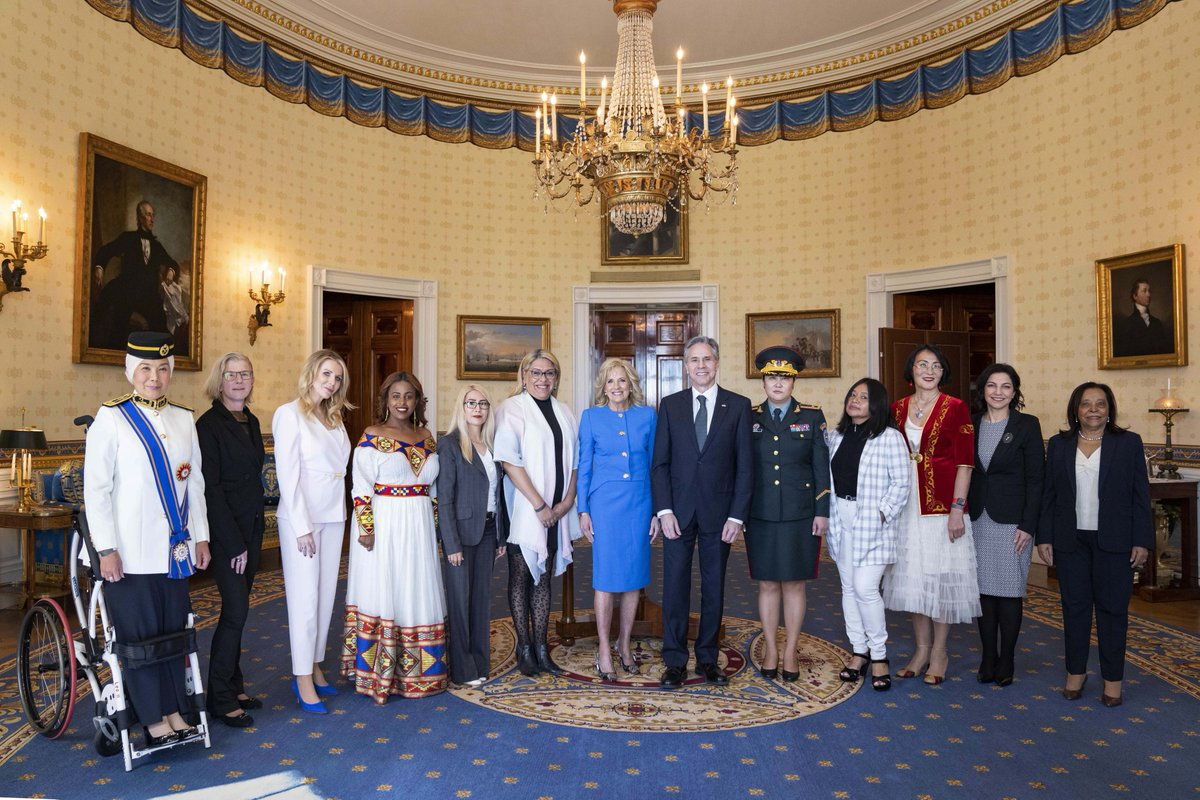
Нагороджені жінки 2023 року.

- Закіра Гекмат (Афганістан (мешкає в Туреччині)
- Альба Руеда[en] (Аргентина)
- Даніель Дарлан[en] (Центральноафриканська Республіка)
- Доріс Ріос (Коста-Рика)
- Меаза Мохаммед (Ефіопія)
- Хаділь Абдель Азіз (Йорданія)
- Бахитжан Торегожина (Казахстан)
- Рас Адіба Радзі[en] (Малайзія)
- Болор Ганболд (Монголія)
- Б'янка Залевська (Польща)
- Юлія Паєвська (Україна)
- Жінки та дівчата-протестувальники Ірану